# Mayar Sherif
Mayar Sherif Ahmed Abdel-Aziz (arabisk: ميار شريف أحمد عبد العزيز; født 5. maj 1996 i Cairo, Egypten) er en professionel tennisspiller fra Egypten.